# Acidente do Cessna 208 Caravan prefixo PT-OSG em 2011
O acidente do Cessna 208 Caravan prefixo PT-OSG ocorreu em 23 de maio de 2011. A aeronave PT-OSG fabricada em 1992 pertencia a Mega Transportes Aéreos, categoria de registro de Serviço Aéreo Privado.

## Histórico
A aeronave decolou às 06h05min do aeródromo de barra do vento (SJQK) com destino ao aeródromo de boa vista (SBBV), tendo a bordo apenas o piloto. Logo após a rotação, já em voo sustentado, o piloto observou uma vibração anormal na aeronave, juntamente com o acendimento da luz “door warning” no painel de alarmes. Diante da situação, o piloto optou por retornar à pista, abortando a decolagem. Entretanto, ao retornar à pista, não conseguiu manter a reta, a aeronave subiu novamente e derivou para a direita, saindo da pista. O piloto aplicou o reverso antes de colidir contra uma elevação de terra distante cerca de 50 metros do eixo central da pista.

## Aeronave envolvida
- Matrícula: PT-OSG
- Local da última decolagem: SJQK - Barra do Vento - Boa Vista, Roraima, Brasil.
- Local do pouso pretendido: SBBV -Atlas Brasil Cantanhede - Boa Vista, Roraima, Brasil.
- Categoria de registro: TPP - Serviço Aéreo Privado.
- Tipo de operação: Voo privado.
- Fase de operação: Decolagem.
- Danos à aeronave: Destruída.